# Dieter Grande
Dieter Grande (* 24. Februar 1930 in Waldenburg (Schlesien); † 30. April 2016 in Dresden) war ein deutscher römisch-katholischer Theologe, Seelsorger und Publizist.

## Leben
Dieter Grande kam nach dem Zweiten Weltkrieg als Heimatvertriebener nach Norddeutschland und legte in Nordenham das Abitur ab. Ab 1950 studierte er Katholische Theologie an der Universität Münster, später am Philosophisch-theologischen Studium Erfurt. Am 18. Dezember 1955 empfing er in Neuzelle die Priesterweihe und war in der Folgezeit Kaplan in Karl-Marx-Stadt und Leipzig.

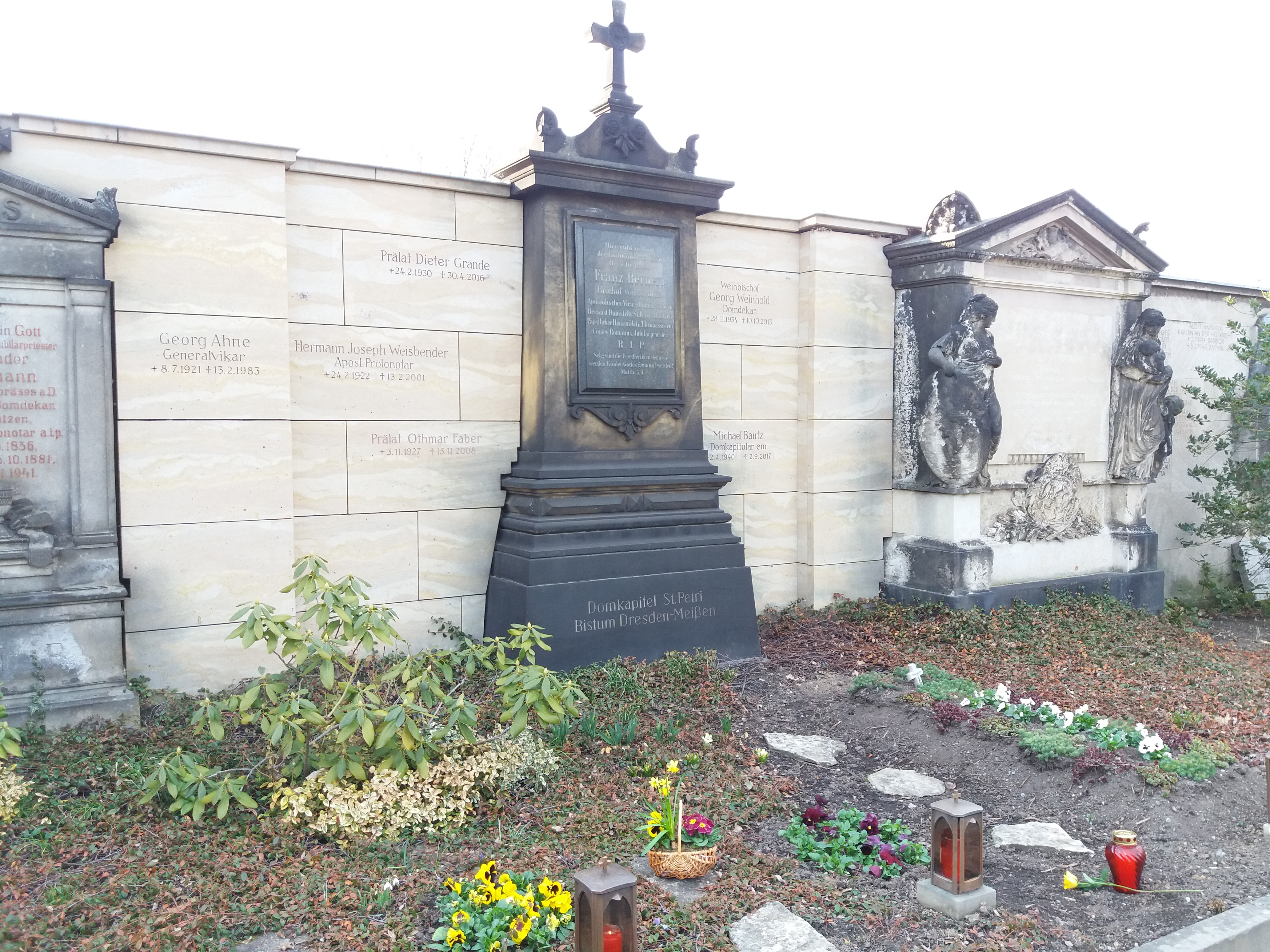
Grabstätte Dieter Grande, Domkapitularsgruft Alter Katholischer Friedhof (Dresden)

Von 1963 bis 1969 war Grande Diözesanjugendseelsorger im Bistum Dresden-Meißen und wurde in der Folgezeit mit verschiedenen diözesanen Aufgaben betraut. Von 1972 bis 1975 war er Sekretär der Pastoralsynode der römisch-katholischen Jurisdiktionsbezirke in der DDR.
1976 ging er als Pfarrer nach Leipzig-Gohlis, 1982 wurde er Caritasdirektor und 1986 Dompfarrer an der Katholischen Hofkirche in Dresden. Im September 1988 wurde er Pressesprecher der Berliner Bischofskonferenz. Während der Friedlichen Revolution in der DDR war Dieter Grande gemeinsam mit dem evangelischen Pfarrer Rolf-Dieter Günther auch Pressesprecher des Zentralen Runden Tisches.
Nach der Deutschen Wiedervereinigung war Grande wiederum in seinem Bistum tätig: als Pressebeauftragter, Caritasdirektor und von 1992 bis 1995 als Leiter des Katholischen Büros beim Freistaat Sachsen. Bis 1998 war er darüber hinaus mit der Aufarbeitung von Kontakten katholischer Priester und Laien zum Ministerium für Staatssicherheit der DDR beauftragt.
In seinem Bistum wurde Grande weithin durch seine musikalischen und kabarettistischen Initiativen bekannt. Die Band Gospeltrain und das Kabarett Die Dekana(h)tlosen verdankten ihm ihre Existenz. Beim Katholikentreffen in Dresden 1987 führte er mit der von ihm gegründeten Gruppe ex caritate vor großem Publikum ein religiöses Musical mit dem Titel Noah unterm Regenbogen auf. Ein im Bistum Dresden-Meißen von der Arbeitsgemeinschaft für Junge Musik (AGJM) in den Jahren 2006 und 2010 vergebener Preis für Popularmusik in der Kirche wurde nach ihm, einem Vorreiter zeitgenössischen Liedgutes in der Liturgie, „Grande-Prix“ benannt.
In seinen Studenten- und Kaplansjahren veröffentlichte Grande Arbeitshilfen für die Jugend- und Gemeindearbeit. Seit den 1990er Jahren gab er mehrere zeitgeschichtliche Publikationen über die Kirche in der DDR heraus.
Sein Grab befindet sich auf dem Alten Katholischen Friedhof in Dresden.

## Veröffentlichungen (Auswahl)
- Bis an den Rand der Welt. Das Buch der Jungenschaft, Düsseldorf 1954
- Licht für Laienbühnen. Ein Werkbuch für Spielleiter und Bühnenbeleuchter, München 1959
- Die entscheidende Stunde der heiligen Messe, 2. Aufl., Leipzig 1964
- Konzil und Diaspora. Die Beschlüsse der Pastoralsynode der Katholischen Kirche in der DDR (Hrsg.), 2. Aufl., Leipzig 1988, ISBN 3-7462-0281-7
- Kirche im Visier. SED, Staatssicherheit und Katholische Kirche in der DDR (mit Bernd Schäfer), Leipzig 1998, ISBN 3-7462-1247-2
- Die Synode des Bistums Meißen 1969 bis 1971. Die Antwort einer Ortskirche auf das Zweite Vatikanische Konzil (mit Peter-Paul Straube), Leipzig 2005, ISBN 3-7462-1806-3